# Andreas von Koskull
Andreas Leon Franz Alexander Baron von Koskull (* 30. Novemberjul. / 13. Dezember 1906greg. in Adsirn, Gemeinde Kandau, Kreis Talsen; † 7. August 1992 in Beverungen) war ein deutsch-baltischer SS-Führer und Kriegsverbrecher.

## Leben
Andreas von Koskull wurde als Sohn des Majoratsherrn Adam Carl Eduard Wilhelm Alexander Graf von Koskull (* 23. Märzjul. / 4. April 1866greg. in Tergeln (Tārgale), Kreis Windau, Gouvernement Kurland; † 29. April 1953 in Osterrade bei Albersdorf, Holstein) und dessen Frau Hildegard geb. Baronesse von Hahn (* 17. Juli 1880 in Herbergen (Ērberģe), Kreis Friedrichstadt, Gouvernement Kurland; † 5. September 1947 in Gronau, Hannover) geboren.
1928 begann Koskull ein Studium der Rechtswissenschaften in Riga, das er 1930 abbrach. Er gehörte dem Corps Curonia Riga an und wurde 1934 zum ersten Vorsitzenden der Deutschen Studentenschaft Riga gewählt. Im selben Jahr schloss ihn die Curonia aufgrund seiner nationalsozialistischen Bestrebungen aus. Nach 1934 arbeitete er unter der Führung von Erhard Kroeger als hauptamtlicher Funktionär der illegalen nationalsozialistischen „Bewegung“ in Lettland und war im Oktober 1939 aktiv an der Umsiedlung der Deutsch-Balten im Rahmen der „Heim ins Reich“-Aktion beteiligt. Zum 1. Juni 1940 trat er in Posen/Warthegau als Sturmbannführer in die Allgemeine SS ein (SS-Nummer 357.284) und wurde Leiter der Personalstelle in der Einwandererzentrale der Volksdeutschen Mittelstelle. Am 22. April 1941 beantragte er die Aufnahme in die NSDAP und wurde zum 1. August desselben Jahres aufgenommen (Mitgliedsnummer 8.434.512). Im Juni 1941 fand er Verwendung in einer der SS-Einsatzgruppen und wurde dort stellvertretender Chef des von Erhard Kroeger geführten Einsatzkommandos 6. In dieser Eigenschaft war Koskull zwischen 1941 und 1942 am Judenmord in der Ukraine beteiligt. Ab November 1944 war er der Stellvertreter Erhard Kroegers in der „Leitstelle Rußland“ im SS-Hauptamt, Amtsgruppe D.
Nach dem Krieg war Koskull zunächst in unterschiedlichen Jugendsozialwerken im Westen Deutschlands aktiv. Als in der Bundesrepublik Deutschland ein Haftbefehl gegen ihn erging, flüchtete er 1966 nach Südamerika. Schon am 16. April 1966 wurde er aufgrund eines Rechtshilfeersuchens, dem die niederländische Regierung zugestimmt hatte, auf den niederländischen Antillen verhaftet und an die deutschen Behörden ausgeliefert. 1968 wurde er vom Landgericht Tübingen wegen Beihilfe zum Mord in 90 Fällen (Fall Dobromil/Ukraine) zu einer Freiheitsstrafe von einem Jahr und sieben Monaten verurteilt, die er in der Justizvollzugsanstalt Rheinbach absaß.